# Liste der Monuments historiques in Aulnoy
Die Liste der Monuments historiques in Aulnoy führt die Monuments historiques in der französischen Gemeinde Aulnoy auf.

## Liste der Objekte
| Bezeichnung               | Beschreibung                           | Standort                                        | Kennzeichnung | Schutzstatus | Datum | Bild           |
| ------------------------- | -------------------------------------- | ----------------------------------------------- | ------------- | ------------ | ----- | -------------- |
| Passionskreuz             | Holz, farbig gefasst, 19. Jahrhundert  | in der Kirche Notre-Dame-de-l’Assomption (Lage) | PM77004528    | Inscrit      | 1968  |                |
| Kapitell                  | Stein, 14. Jahrhundert                 | in der Kirche Notre-Dame-de-l’Assomption (Lage) | PM77000028    | Classé       | 1975  |                |
| Taufbecken                | Stein, 13. Jahrhundert                 | in der Kirche Notre-Dame-de-l’Assomption (Lage) | PM77002658    | Inscrit      | 1972  | weitere Bilder |
| 49 Reliefs am Chorgestühl | Holz, 16. Jahrhundert                  | in der Kirche Notre-Dame-de-l’Assomption (Lage) | PM77000026    | Classé       | 1905  |                |
| Skulptur Madonna mit Kind | Stein, farbig gefasst, 14. Jahrhundert | in der Kirche Notre-Dame-de-l’Assomption (Lage) | PM77000027    | Classé       | 1905  |                |